# The Tooth Fairy
The Tooth Fairy is een Amerikaanse horrorfilm die in 2006 verscheen als direct-naar-dvd-productie. Het door Stephen J. Cannell, Corey Strode en Cookie Rae Brown geschreven verhaal, werd gefilmd onder regie van Chuck Bowman.

## Verhaal
Peter Campbell heeft een oud pand gekocht dat hij wil opknappen en per kamer wil gaan verhuren. Hij krijgt hulp van de potige Bobby Boulet. Nog voor Campbell officieel open gaat, arriveren de eerste gasten in de vorm van zijn ex-verloofde Darcy Wagner, hun dochtertje Pamela en filmster Star Roberts. Hij doet hier niet moeilijk over en iedereen kan van begin af aan prima met elkaar overweg.
Campbell krijgt daarentegen ook iemand aan de deur die hij voor een gekke oude vrouw verslijt. De verward aandoende Mrs. MacDonald vertelt hem en zijn gezelschap namelijk over Elizabeth Craven, die meer dan vijftig jaar geleden in het pand woonde. Zij lokte kinderen naar haar woning wanneer die de laatste tand van hun melkgebit gingen wisselen, met de belofte dat ze die tand mochten ruilen voor een mooi cadeau. Zodra Craven de tand kreeg, slachtte ze de kinderen echter af. Sindsdien zou iedereen in de buurt moeten opletten voor de legende van de Tooth Fairy (de 'tandenfee'), die het voorzien heeft op kinderen die hun laatste tand wisselen.
Campbell doet het verhaal af als fantasieverhaal en gaat verder waar hij gebleven was. Pamela raakt onderwijl bevriend met het kleine meisje Emma, waarvan ze denkt dat dit een gewoon menselijk meisje is. In werkelijkheid is Emma de geest van een van de kleine kinderen die in 1949 werd vermoord door Craven. Zij en een groepje andere kinderen kunnen niet naar hun laatste rustplaats voordat ze hun laatste melktand terughebben, die Craven destijds van hen stal. Tijdens een van haar fietsritjes richting Emma, valt Pamela van haar fiets en verliest daarbij haar laatste melktand.
Wanneer Boulet kort daarop de houtversnipperaar weer aan de praat krijgt, wordt hij erin geduwd door een verschijning in een donkere mantel. Campbell treft een bloedbad aan wanneer hij komt kijken waar zijn hulp blijft. Het heeft er alle schijn van dat Boulet door een ongeluk om het leven is gekomen, dus hij raakt niet direct verontrust. Dat verandert als zijn vriend en muzikant Cole even later arriveert met zijn roadie Cherise. Zij is alleen in een kamer van het pand wanneer de Tooth Fairy haar belaagt terwijl ze het pand probeert te zuiveren van kwade invloeden. De op het gegil afgekomen Campbell, Flemming en Cole vinden haar terug als flink toegetakeld lijk zonder dat er een spoor van een dader te zien is.

## Rolverdeling
- Lochlyn Munro: Peter Campbell
- Jesse Hutch: Bobby Boulet
- Chandra West: Darcy Wagner
- Nicole Muñoz: Pamela
- Carrie Anne Fleming: Star Roberts
- P.J. Soles: Mrs. MacDonald
- Karin Konoval: Elizabeth Craven
- Jianna Ballard: Emma
- Steve Bacic: Cole
- Sonya Salomaa: Cherise
- Peter New: Chuck
- Sam Laird: Austin Carter
- Ben Cotton: Henry
- Micki Maunsell: Maude Hammond
- Madison J. Loos: Donnie Carter